# Staðarsveit
Staðarsveit ist eine ehemalige Landgemeinde in Island. Die Gemeinde ist inzwischen als solche in der Gemeinde Snæfellsbær aufgegangen. Andererseits ist der Begriff als Bezeichnung für den Landstrich noch sehr gebräuchlich.

## Lage
Das ehemalige Gemeindegebiet liegt im Süden der Halbinsel Snæfellsnes zwischen dem Rasthaus Vegamot und dem Berg Öxi.

## Geschichte

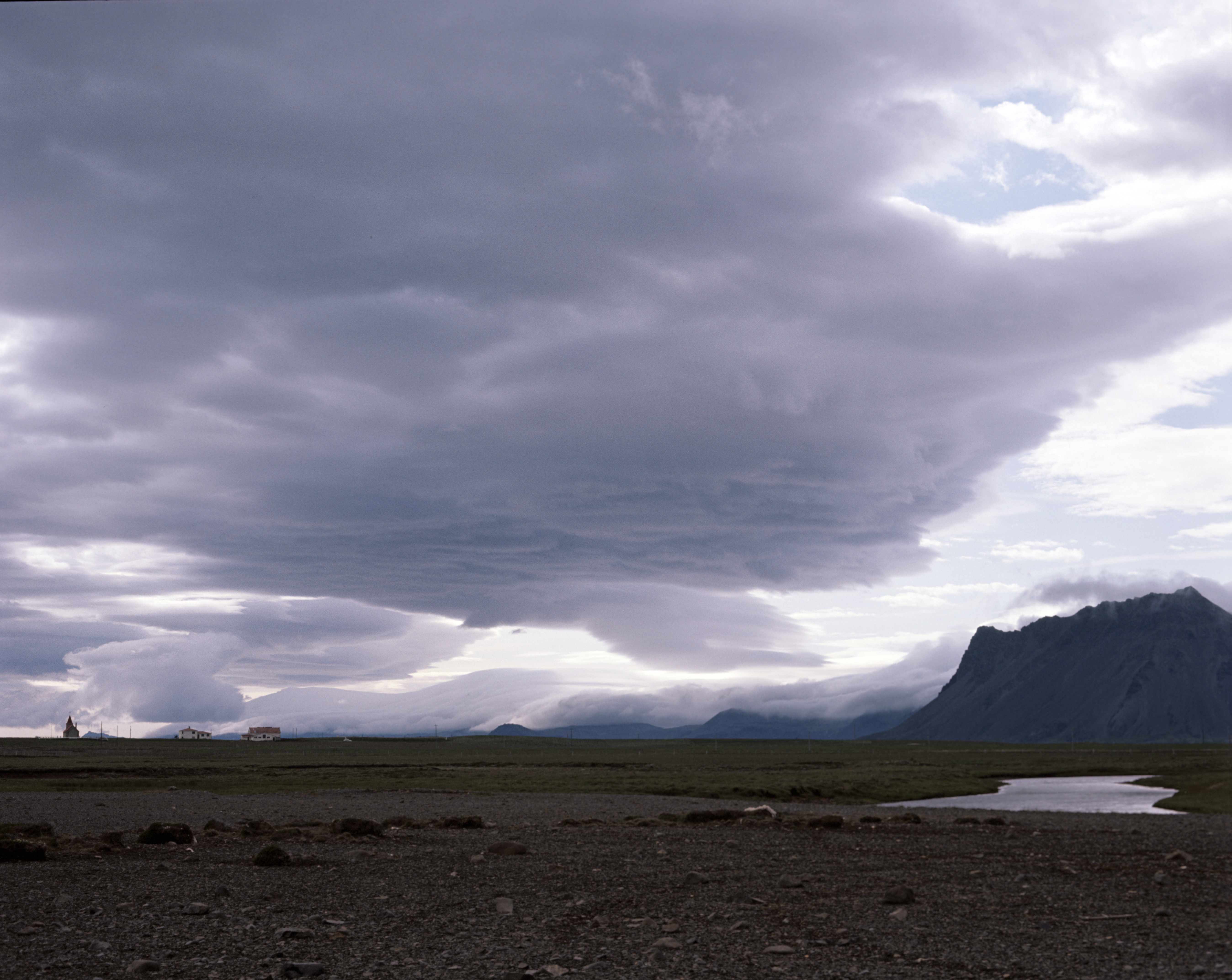
Staðarsveit, re. der Bergzug Elliðahamar

Die Gemeinde hatte sich eigentlich aus einer Kirchengemeinde herausgebildet, die im Bezug zum Pfarrhof Staðarstaður stand. Dieser kann auf eine lange Tradition zurückblicken.

### Reicher Hof
Es gibt recht zahlreiche Pfarrhöfe in Island, die Staður heißen. Der Hof Staðarstaður hieß zunächst Staður á Ölduhrygg und galt als sehr reicher Hof, weil er durch die Nähe zum Meer von vielen Zusatzeinnahmequellen, etwa dem Fischfang, dem Eiderdaunensammeln oder der Seehundsjagd profitieren konnte. Infolgedessen war die Pfarrstelle begehrt und berühmte Männer versahen hier das Amt des Pfarrers.

### Ari der Gelehrte
So lebte etwa hier im Mittelalter der Gelehrte Ari Þorgilsson, oder „Ari der Gelehrte“ (isl. Ari froði), der die erste wissenschaftliche Abhandlung über die Geschichte Islands schrieb, das Isländerbuch.
1981 wurde zu seinen Ehren in Staðarstaður ein Denkmal aufgestellt, das die damalige Präsidentin von Island, Vigdís Finnbogadóttir, enthüllte. Der Künstler Ragnar Kjartansson, der das Denkmal schuf, stammte selbst aus Staðarstaður, wo sein Vater Pfarrer gewesen war.

### Die Sturlunger
Der Hof unterstand zeitweilig dem Geschlecht der Sturlunger. Hier saßen Þórður Sturluson, der Bruder von Snorri Sturluson sowie dessen Neffe, Sturla Þórðarson (1214–1284). Sturla schrieb etliche historische Werke und die Sturlunga saga.

### Meilenstein zur Bischofskarriere
Vier der Priester auf diesem Hof wurden später Bischöfe.
Der erste war Marteinn Einarsson (gest. 1576), der von 1549 bis 1558 als Bischof in Skálholt wirkte. Er wurde besonders bekannt wegen seiner Auseinandersetzungen mit Jón Arason, dem damaligen Bischof von Hólar.
Halldór Brynjólfsson (1692–1752) wurde 1746 Bischof in Hólar. Er schlug vor, in Snæfellsnes eine Schule zu gründen.
Gísli Magnússon (1712–1779) wurde ebenfalls Bischof in Hólar. Er wirkte dort von 1755 bis 1779. Ihm verdankt man dort die noch bestehende Kirche, die als eine der schönsten Kirchen in Island gilt.
Der letzte dieser Bischöfe, Pétur Pétursson (1808–1891), war bekannt für sein politisches Wirken. Er war Bischof von ganz Island von 1866 bis 1889.
Ein weiterer isländischer Bischof, Hallgrímur Sveinsson (1841–1909), war in Staðarstaður aufgewachsen, wo sein Vater als Pfarrer tätig war. Er selbst war Bischof von Island in den Jahren 1889 bis 1908.

## Mineralquellen
Wie auch an einigen anderen Plätzen auf der Halbinsel Snæfellsnes gibt es hier einige Mineralquellen bei den Höfen Ölkelda I-III. Das isländische Wort ölkelda bedeutet im Deutschen auch Mineralquelle.
Weitere Mineralquellen liegen etwa bei Lýsuhóll.

## Staðarsveit in der Literatur
Der Name Staðarsveit wird verbunden mit bekannten Volkssagengestalten. So soll sich hier zur Landnahmezeit die Frau eines der ersten Siedler, eine gewisse Þuriður, allzu gastlich gegenüber männlichen Durchreisenden gezeigt haben, was zur ersten Scheidung in Island führte.
An der Wende vom 18. zum 19. Jahrhundert soll hier der berüchtigte Zauberer Galdra-Loftur auf dem Meer buchstäblich vom Teufel geholt worden sein.
Der Nobelpreisträger Halldór Laxness siedelte seinen Roman "Am Gletscher" (isl. Kristnihald undir jökli) hier an.

## Vulkansystem Lýsuskarð
Die Berge, die nördlich an Staðarsveit angrenzen, gehören zum Vulkansystem Lýsuskarð.
Der Zentralvulkan ist Helgrindur.
Man weiß nur von zwei Vulkanausbrüchen, die nach der Eiszeit, d. h. in den letzten 10.000 Jahren in diesem System stattgefunden haben. Genau kann man sie allerdings nicht datieren.
Der Bergzug Elliðahamar galt in früheren Zeiten als Verkehrshindernis. Vor allem im Winter gab es an den früheren Seeklippen, an denen vorbei Wege in den Norden der Halbinsel führten, tödliche Unfälle.